# Monastério de Sviatogirsk
A Lavra dos Montes Sagrados da Dormição (em ucraniano: Свято-Успенська Святогірська Лавра, Sviatohirsk Lavra ou Monastério de Sviatogirsk) é um importante mosteiro cristão ortodoxo localizado na íngreme margem direita do rio Siverskyi Donets. O nome vem dos Montes Sagrados ao redor, e a Dormição Sagrada é outro termo para a morte da Virgem Maria.
O mosteiro está próximo da cidade de Sviatohirsk (nomeada em homenagem ao mosteiro em 2003), no oblast de Donetsk, no leste da Ucrânia. O mosteiro também é o ponto central do Parque Nacional da Natureza dos Montes Sagrados (estabelecido em 1997). A Igreja Ortodoxa Ucraniana (Patriarcado de Moscou) proclamou-o uma lavra em 2004.

## História
Antes da Revolução de Outubro, o Mosteiro de Sviatogirsk possuía uma loja de trabalhadores, moinhos de vento, vários tipos de oficinas de reparo e prédios comerciais. A Catedral principal da lavra, a Catedral da Dormição, foi projetada por Alexey Gornostaev, que incluiu uma torre tradicional bizantina. A partir de 1917, os bolcheviques saquearam e profanaram o mosteiro em várias ocasiões, espancando e assassinando muitos monges, e em 1922, fecharam completamente o mosteiro, estabelecendo um Sanatório para os trabalhadores de Donbas nas instalações.

### Invasão da Ucrânia pela Rússia em 2022
Durante a invasão da Ucrânia pela Rússia de 2022, o mosteiro abrigou refugiados civis. Em 12 de março de 2022, o monastério foi danificado por um ataque aéreo russo na ponte próxima ao rio Donets, na qual aproximadamente 520 refugiados estavam presentes no mosteiro. A explosão causada pelo ataque danificou janelas e portas dos edifícios do mosteiro, e várias pessoas ficaram feridas pelos estilhaços de vidro das janelas quebradas. Em 4 de maio, bombardeios repetidos feriram 7 pessoas. Mais tarde em maio, os bombardeios russos destruíram a Skete de Nossa Senhora da Alegria de Todos os Aflitos, a Skete de São Jorge e danificaram a Skete de São João de Xangai e a Igreja dos Santos Mártires da Lavra. Dois civis foram mortos em um ataque de bombardeio ao mosteiro em 1.º de junho. Em 4 de junho, foi relatado que os bombardeios russos haviam destruído a Skete de Todos os Santos dentro da Lavra.